# دروازه سعدون

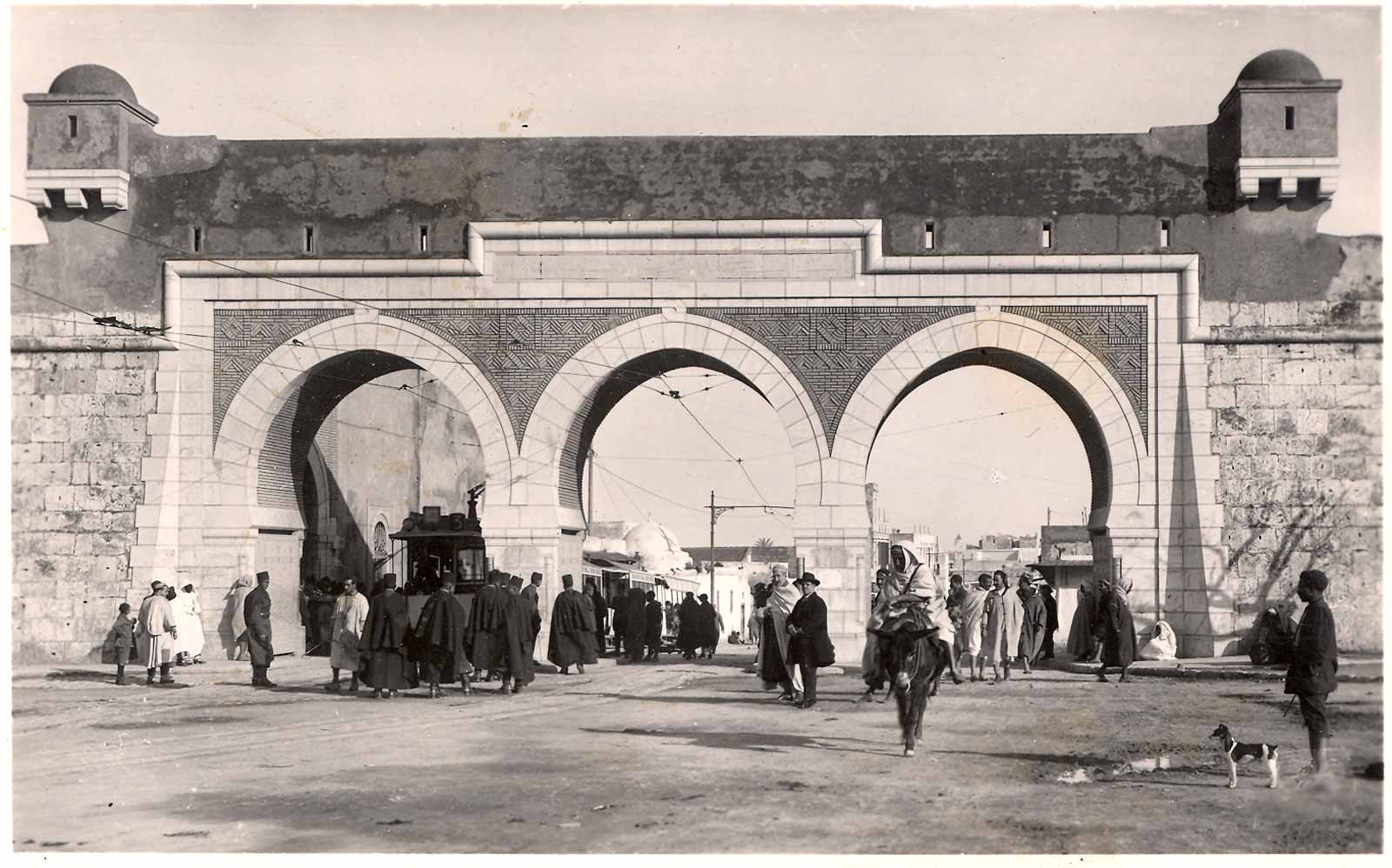
دروازه سعدون - ۱۹۴۰

دروازه سعدون (عربی: باب سعدون) یا دروازه ابو سعدون؛ یکی از درهای قدیمی شهر تونس است.
این ساختمان حدود سال ۱۳۵۰ در کنار دروازه سویقه ساخته شد و از نام یک مرد نیکو کار به نام سیدی ابو سعدون گرفته شده‌است، که در قرن پانزدهم میلادی نزدیک به آنجا زندگی می‌کرد.
این دروازه در زمان حکومت سلطان الحفصی محمد المنتصر ساخته شد.
این دروازه روبه جاده‌های باجه و بنزرت و الکاف باز می‌شود. در ابتدا، شامل یک طاق بود و از سال ۱۸۸۱ سه طاق ساخته شد که بمنظور کارهای بازرگانی طراحی شده بود.
شاعر محمد العراقی در یکی از شعرهایش از آن نام می‌برد.

## نگارخانه

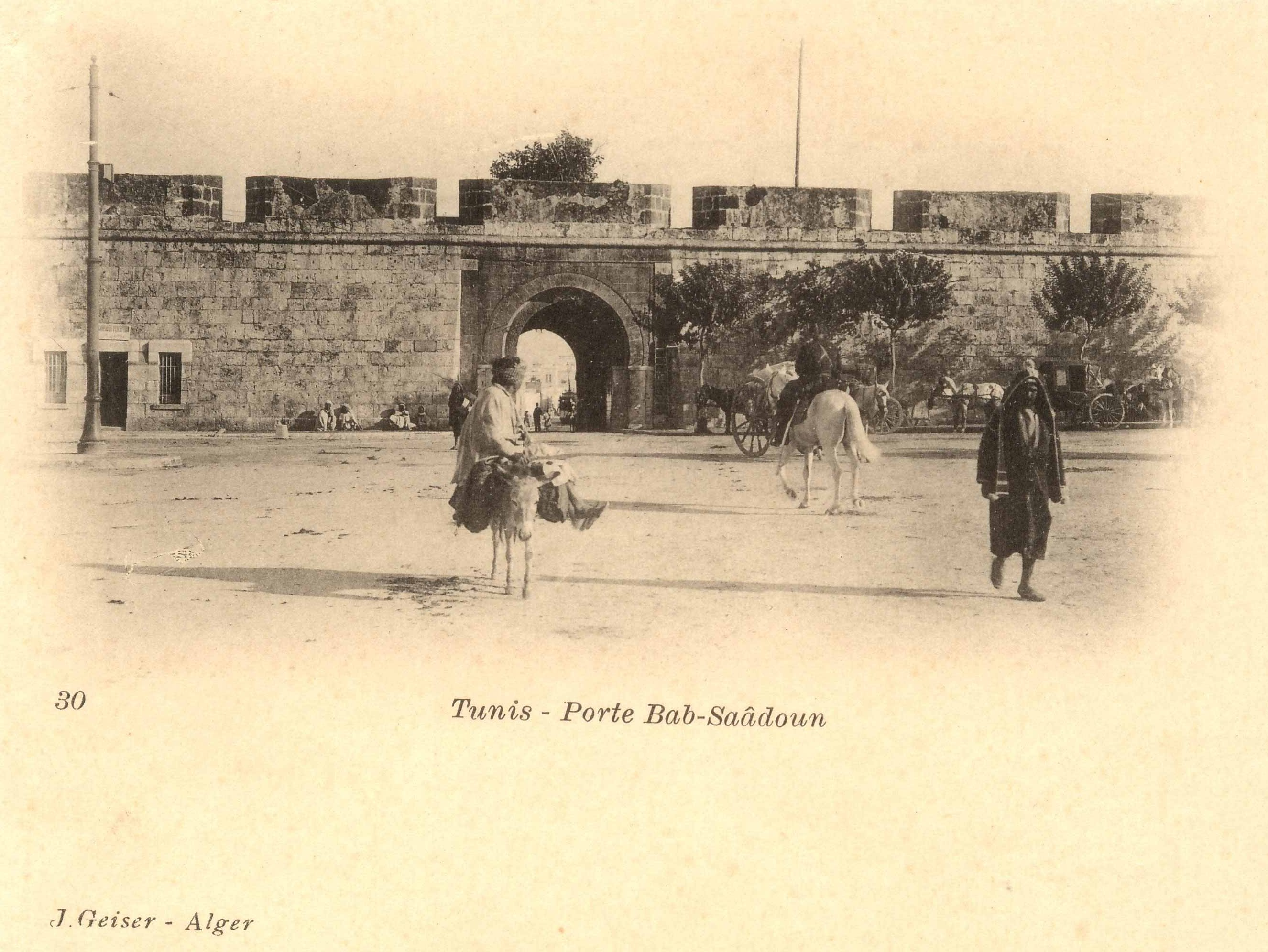
دروازه سعدون ۱۸۸۰
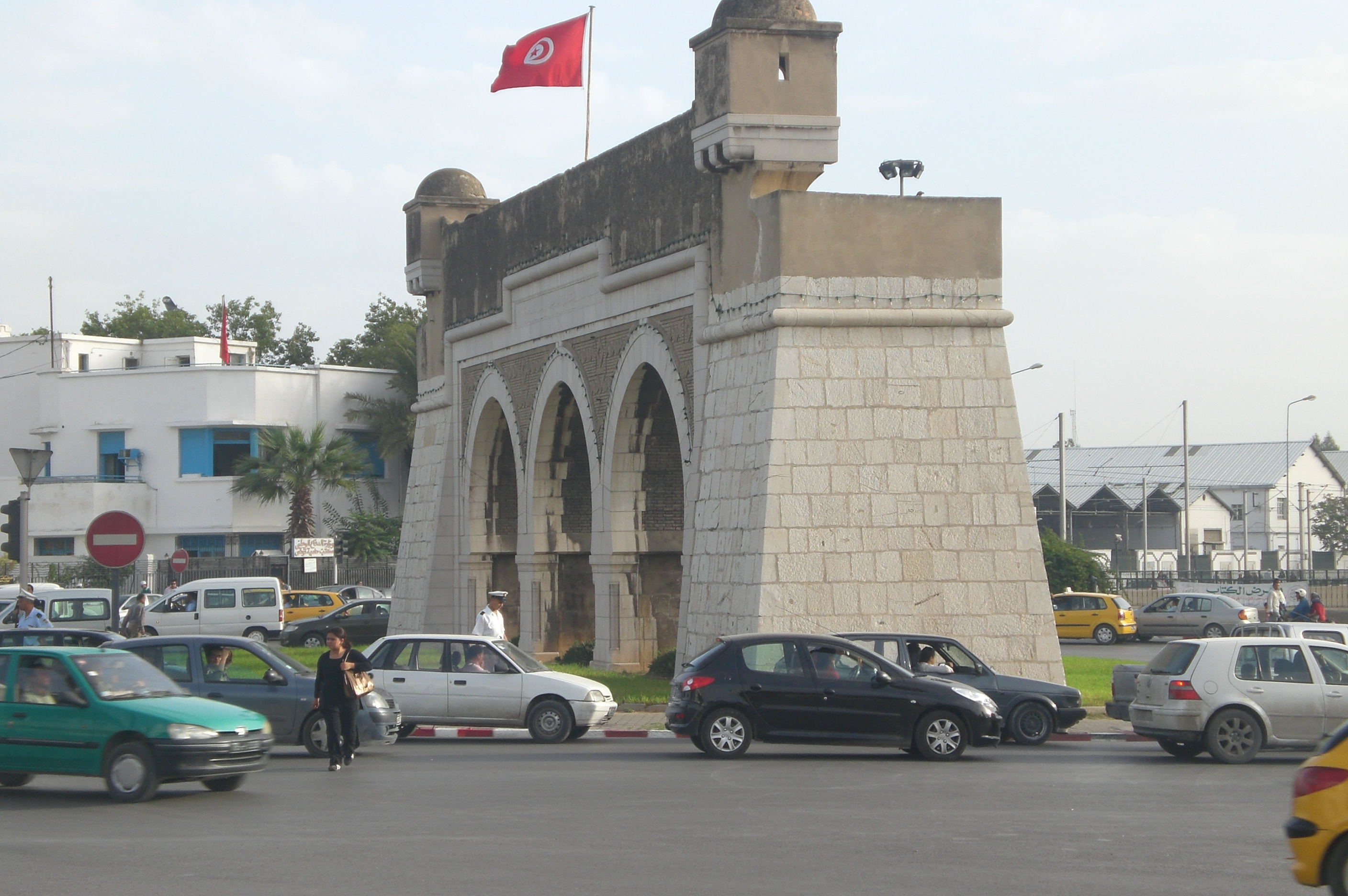
دروازه سعدون ۲۰۱۰
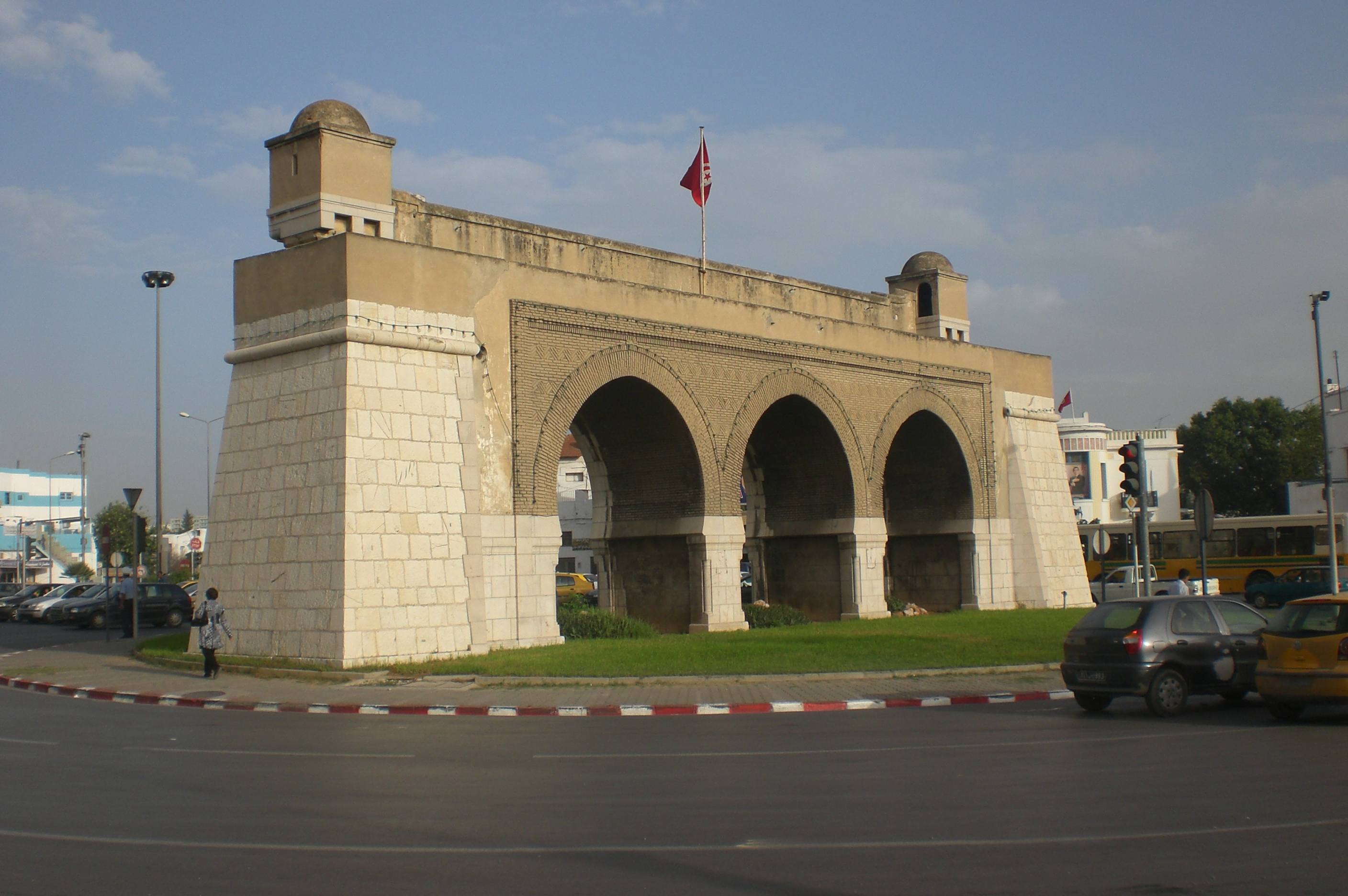
دروازه سعدون ۲۰۱۰
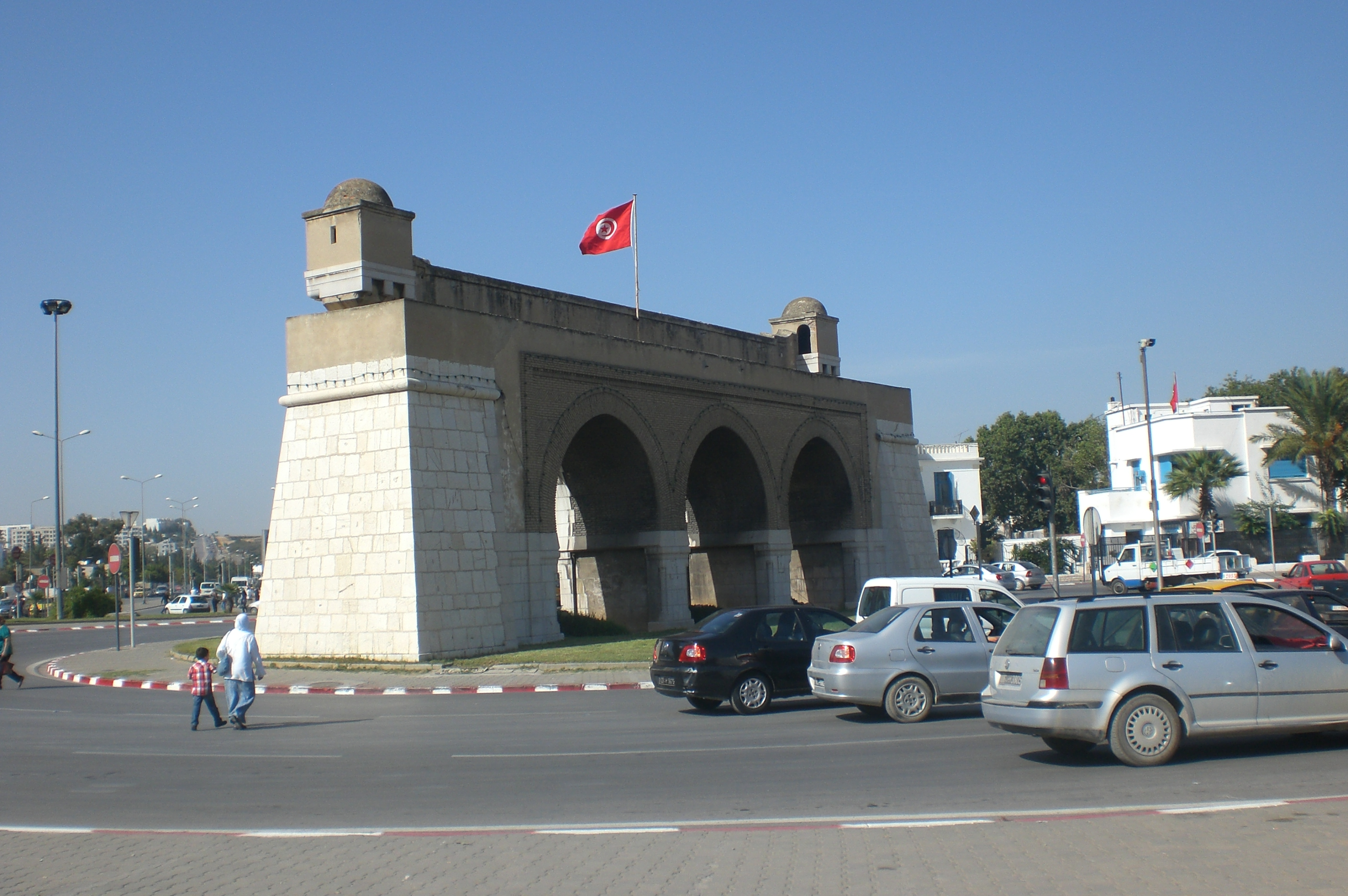
دروازه سعدون ۲۰۱۰
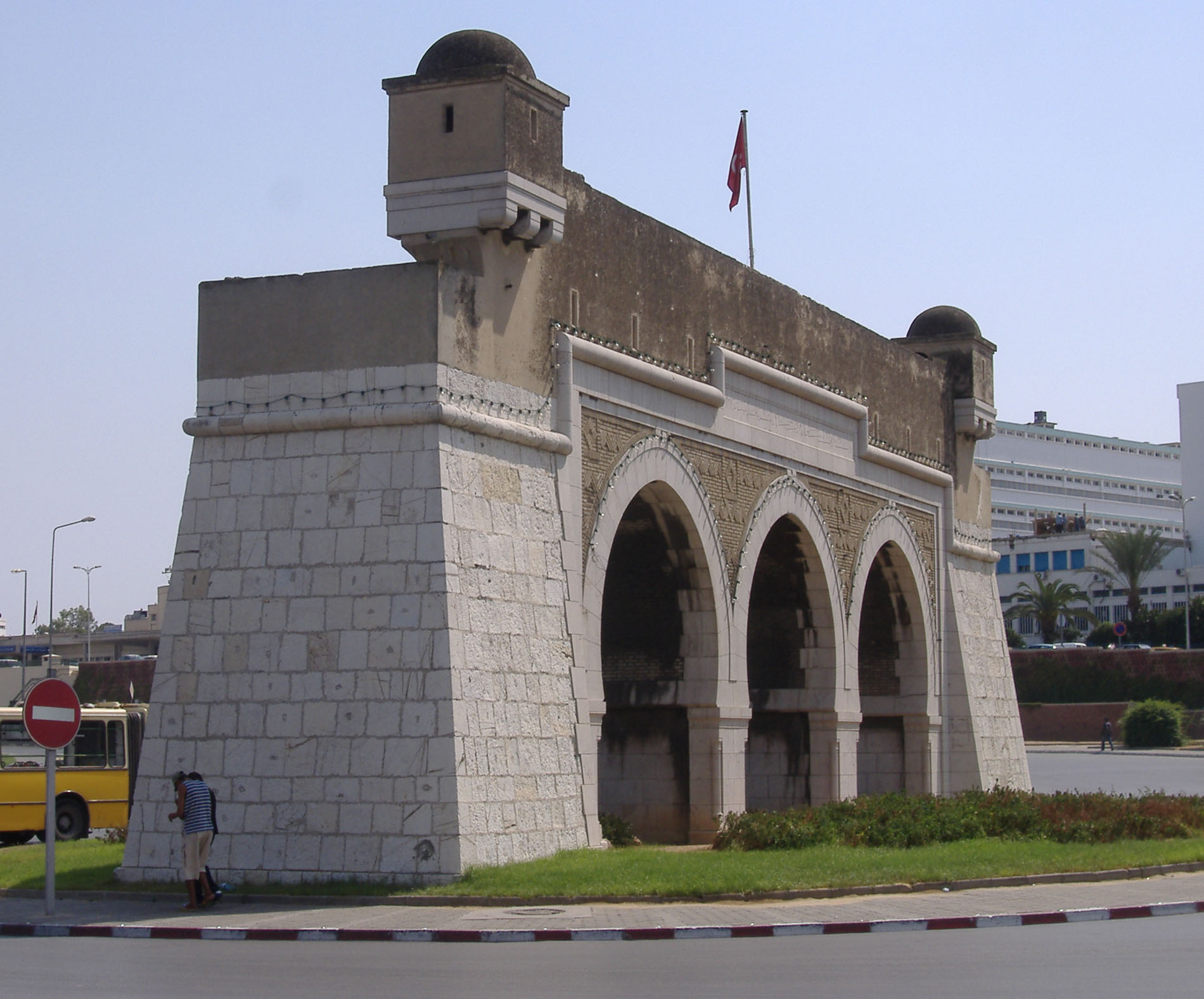
دروازه سعدون ۲۰۰۷